# Lobos
La ciutat de Lobos, capçalera del partit homònim, és una localitat de l'Argentina. Fundada el 2 de juny de 1802, ja des de 1772 hi ha fonts documentals que la nombren. Testimoni del sagnant enfrontament entre la població criolla i els indígenes, actualment, és una zona de producció làctia i turística.

## Ciutadans il·lustres
- Juan Moreira (mort a Lobos el 1874).
- Juan Domingo Perón (nascut a Lobos el 1895).